# Matt Bayles
Matt Bayles (* 19. Oktober 1972) ist ein US-amerikanischer Musikproduzent und Musiker.

## Leben
Bayles besuchte die Middle Tennessee State University in Murfreesboro, die bekannt für ihre Studiengänge in künstlerischen Bereichen ist.
Seine Karriere begann Mitte der 1990er Jahre als Tontechniker beziehungsweise Toningenieur für verschiedene Grungebands wie Soundgarden (Down on the Upside), Pearl Jam (No Code, Yield) und The Presidents of the United States of America (gleichnamiges Debütalbum). Seit Ende der 1990er Jahre arbeitet er als eigenverantwortlicher Produzent, vor allem für Gruppen die grob dem Subgenrebereichen von Alternative Metal und Doom Metal zugerechnet werden können, aber auch für Künstler wie Rocky Votolato. Bayles gehört zu den Gründungsmitgliedern von Minus the Bear, wo er als Keyboarder tätig war. Er verließ die Band im Januar 2006, da er seiner Produzententätigkeit höhere Priorität einräumte.
Bayles besitzt zusammen mit Chris Common das Studio Red Room Recording in Seattle, besucht die Bands, mit denen er aufnimmt, allerdings oft auch, um Alben vor Ort zu produzieren. Auf einigen der von ihm produzierten Alben ist er auch als Gastmusiker, meist als Gitarrist, Keyboarder oder Pianist, vertreten.

## Produzierte Alben (Auswahl)
- The Blood Brothers – March On Electric Children (2002)
- Botch
  - American Nervoso (1998)
  - We Are The Romans (1999)
  - An Anthology Of Dead Ends (2002)
- From Ashes Rise – Nightmares (2003)
- Horse the Band – The Mechanical Hand (2005)
- Isis
  - Celestial (2000)
  - Oceanic (2002)
  - Panopticon (2004)
  - In the Absence of Truth (2006)
- Minus the Bear
  - "Highly Refined Pirates" (2004)
  - "They Make Beer Commercials Like This" (2004)
  - "Menos El Oso" (2005)
  - "Planet of Ice" (2007)
- Mastodon
  - Remission (2002)
  - Leviathan (2004)
  - Blood Mountain (2006)
- Norma Jean – O God, The Aftermath (2005)
- Nothink – Hidden State (2010)
- Pretty Girls Make Graves – dto. (2002)
- Russian Circles
  - Station  (2008)
- These Arms Are Snakes – Oxeneers Or The Lion Sleeps When Its Antelope Go Home (2004)
- Yakuza – Samsara (2006)
- Vanna – "Curses" (2007)
- The Fall of Troy – "Manipulator" (2007)